# نستور کلوزن
نستور کلوزن (اسپانیایی: Néstor Clausen‎؛ زادهٔ ۲۹ سپتامبر ۱۹۶۲) مربی فوتبال اهل آرژانتین است.

## باشگاهی
از باشگاه‌هایی که در آن بازی کرده‌است می‌توان به باشگاه فوتبال راسینگ کلاب، اتلتیکو ایندپندینته و آرسنال ساراندی، سیون، اتلتیکو ایندپندینته اشاره کرد.

## تیم ملی
وی همچنین در تیم ملی فوتبال آرژانتین بازی می کند.